# منطقه هوکوریکو

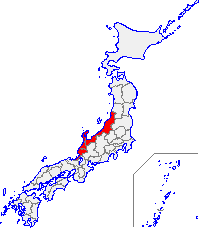

منطقه هوکوریکو (به ژاپنی: 北陸地方 Hokuriku chihō) منطقه‌ای است که در شمال غربی هونشو جزیره اصلی ژاپن قرار گرفته‌است.